# 广丙号防护巡洋舰
广丙号防护巡洋舰，为清朝自制的防护巡洋舰，建成后原配属广东水师，甲午战争前夕加入北洋舰队协助对日作战。战争期间，广丙号参加了黄海海战（大东沟海战）。1895年在威海衛之戰中，几近弹尽粮绝的广丙号随威海卫清军向日军投降。
日军接收广丙号后，将其编入日本海军并继续沿用原名。惟日军获得本舰尚不足一年，广丙号即在臺灣地区执行任务时，在澎湖島南岸触礁沉没。

## 建造背景及概述
十九世纪80年代，当时的福州船政局因为清末特殊的体制而陷入了财政困难，船政大臣裴荫森迫切希望为船政局找到解决困境的办法。而另一方面，两广地区水师向来强调地方独立自主，拒绝听从中央统一号令，所需船舰也是自行筹建；然而两广一地经费有限，不可能远赴欧洲订购最新式的军舰，而距离广东咫尺的船政局成为了选择。1887年，两广方面向福建船政订购1艘1600匹马力的旧式无防护巡洋舰，以及3艘2400匹马力的新式穹甲防护巡洋舰，两广为每艘军舰付款9万两；另再订购4艘小型旧式浅水炮舰，每艘3万两。
本舰长71.63米，宽8.23米，吃水深3.96米，设计排水量1000吨，安装两台蒸汽机，1座锅炉，额定动力2400匹马力，设计航速16.5節（31每小時；19英里每小時）。实际海试时，仅录得15節（28每小時；17英里每小時）的实际速度。这是福建船政首次建造的防护巡洋舰，舰身3桅杆，前后桅杆为钢制，有瞭望台，中间桅杆为木制，三根桅杆都可以悬挂风帆。
广丙号上有着强大的鱼雷武装，全舰共有4具14英寸（356）鱼雷发射管，其中舰艏左右各安装一具，中后部主甲板下两舷各装备1具。与此相比，广丙号的火炮威力相比同时代要弱得多，只有3门120毫米火炮，其中两门安装在前部两舷耳台，可以转向前方充当前部主炮；第3门则安装在后部。轻武器包括4门47毫米哈齐开斯单管机关炮，装设在舰桥附近，以及若干机枪。由于广丙号鱼雷火力强大，火炮偏弱，更像是放大的鱼雷艇，时人亦有“鱼雷快船”之称。
广丙号为铁胁铁壳，所需钢材购自法国科尔苏工厂。舰体内在水线附近纵向铺设有中间高、两边低的装甲甲板（穹甲），保护轮机、锅炉、弹药舱等，厚1英寸（25），因此可以列入防护巡洋舰。舰上另一处有装甲保护的地方则是司令塔，厚2英寸（51）。

## 舰历

### 中国海军服役期间
1887年，广东水师向福州船政局下达了订单。由于船政船台有限，广丙号开工较其姊妹舰广乙号要晚一些，迟至1888年7月7日才开工。1891年4月11日，广丙号下水。同年11月19日，由船政水师靖遠號管带林承谟负责试航，然而试航成绩并不理想。1892年，建成服役不久的广丙号陪同南下进行例行操练的北洋水师进行训练。
1894年，广东水师派出三艘新型巡洋舰（广甲、广乙、广丙），由广东水师记名总兵余雄飞率领，北上与北洋水师进行会操。随着中日之间紧张局势日渐加剧，广东水师三舰留在北洋水师协助对日作战。1894年7月2日，李鸿章致电江南制造局总办刘麒祥，要求将其自产的新式120毫米速射炮运往北洋。江南制造局共建造了12门该炮，其中6门已由南洋水师领走，另有1门江南制造局自行留用，因此有5门实际运抵刘公岛，到达之后北洋水师立即替换掉广乙、广丙两舰的同口径炮。
1894年9月17日，北洋水师赴鸭绿江口的大东沟，掩护陆军登陆。北洋水师主力留驻于外场，广丙号与近海防御铁甲舰平遠号以及若干鱼雷艇、蚊子船停泊在大东沟内的大东港，警戒转驳场。在发现远处的不明煤烟后，在外场的北洋舰队开始陆续出动，同时，12：10，丁汝昌下令大东港内各舰迅速前来参战。平远、广丙两舰得令后立即开始作出港准备；4艘鱼雷艇稍后也赶了过来跟随两舰，但由于信息延误、两舰位置比北洋舰队主力更远、以及广丙号需要随同速度不高的平远号，这支援助小队花了比较长的时间才赶到战场。13：12，联合舰队及主队旗舰松島上的瞭望哨发现舰艏方向驶来“敌舰两艘及鱼雷艇”。14：26，平远、广丙两舰从北洋舰队右翼方向进入战场，拦住了联合舰队本队向北洋舰队阵型背后迂回的去路。然后两舰急转弯，冲向松岛侧舷。广丙号利用航速优势，脱离编队直接从松岛左舷发起冲击，最近时一度突击到距离松岛只有几百公尺。广丙号已经准备好发射鱼雷，但松岛以及后续日舰以猛烈的舷侧火力集中迎击，迫使装甲防护几近于无的广丙号必须在进入鱼雷有效距离前退避。战斗中广丙号中弹一发，伤亡共3人。航速慢得多的平远号稍后与日军接触，同样由于日舰猛烈还击而退避。平远、广丙两舰调转航向期间，遇到了已经受到重创、正向大鹿岛行驶打算抢修的西京丸；正好此时已经重创的揚威號也正在航向大鹿岛以图自救，于是两舰以为“一艘日本武装运兵船”正打算截击重伤的揚威号，遂展开炮击。西京丸为减少中弹，而将舰艏对准两舰，却将侧舷暴露在跟随两舰的四艘鱼雷艇面前。其中的福龙号当即发射鱼雷。西京丸绝望之下转向迎向鱼雷全速行驶，第一枚鱼雷被西京丸船头的浪涌推开，距离右舷仅一公尺擦过；第二枚鱼雷则在距离15英尺（5）附近错过。福龙号在极近距离（20-30公尺左右）急转向时再次用舷侧鱼雷管发射第三枚鱼雷，终因距离过近、发射出去的鱼雷没有足够距离调整深度，再次射失。此后左一号等鱼雷艇也展开攻击。
1894年11月21日，旅顺失守，北洋水师在渤海地区只剩下威海卫最后一个基地。日军随即展开对威海卫的围攻。1895年1月30日，08:30日军占领摩天岭炮台。清军各陆地炮台立即集中攻击摩天岭炮台，水师提督丁汝昌亦率领定遠號、靖远、来远、广丙、数艘蚊子船抵近南帮炮台附近进行援助射击。攻占摩天岭炮台的日军顺势攻下守卫薄弱的龙庙嘴炮台，并用以攻击就在眼前的北洋舰队。突如其来的炮击令北洋舰队措手不及，其中一发炮弹命中广丙号司令塔观察口，帮带大副黄祖莲战死。2月1日，北帮炮台失守，威海卫的陆路交通全部断绝。防守威海的绥军统领戴宗骞自杀。日军随即多次使用轻型舰艇强攻北洋舰队泊地。6日04：00以后，日军鱼雷艇队第四次强攻，同时在威海北岸以陆军炮进行炮击。靖远、济远、平远、广丙四舰炮击北岸，其余各舰炮击鱼雷艇队。北洋舰队遭受重重围困，又缺乏援助，多日作战后港内尚能作战的只剩下平远、濟遠、广丙，而且各舰中大口径火炮炮弹早已告罄。见突围无望，而救援迟迟不至，丁汝昌下令击沉各损伤舰艇，以免资敌。9日，广丙号用鱼雷击沉已经搁浅的靖远，随后靠近定远号并在舰体中部放置了350磅炸药，15：15炸药引爆，摧毁了定远号轮机部位，定远号两根烟囱也倾倒至一侧。11日，丁汝昌服毒自杀。其后数日，广丙号管带（舰长）程璧光与威海营务处长提调道员牛昶昞多次出入松岛号，商议投降事宜。17日08：30，联合舰队驶入威海卫港。北洋舰队残余十舰，包括广丙在内，降下清朝旗帜，而升起日本旗。
谈判期间，程璧光、牛昶炳曾请求日军归还广丙号，因为广丙号属于广东水师而并非北洋水师，倘若本舰被俘，程璧光将无法向广东方面交差。联合舰队司令长官伊东佑亨海军中将则称，因为日方已经将广丙号列入缴获品目录向大本营呈报，因此无法归还；取而代之的是日军将练习舰康济号归还给清朝，并由伊东本人修书一封，推荐程璧光担任康济号管带，以使其可以带领一艘军舰回广东。

### 日本海军服役期间
1895年2月17日，广丙号随困守威海卫的清军水陆部队向日军投降，日本因此获得了广丙号。不久日方组织广丙号启程前往日本，在此期间日方发现广丙号航速不佳，认为这是因为日方接管人员对轮机不熟悉，同时广丙号自身的锅炉也存在问题。途中广丙号遇到恶劣海况以及轮机故障，一度停船维修，3月4日才通过马关海峡。同年3月16日，日本方面将广丙号列入日本海军舰籍，依然保留原名，只是改成日语发音。同年5月3日，日军将广丙号送入吴海军工厂进行大修，拆除舰艉龙纹，翻修锅炉，更换火管。同年7月30日，日方对翻修过的广丙号进行海试，仅录得11.29节航速。随后日方大规模更换舰上武装，除鱼雷外全换成了日本海军现役的制式装备，其中主炮更换成阿姆斯特朗120毫米速射炮，副炮更换成4门47毫米机关炮，原5管机关炮则更换为4挺17毫米机枪。9月23日，广丙号出港进行武器测试。同年10月9日，广丙号大修完成，日军派遣本舰前往台湾进行警戒。
12月21日，广丙号搭载着日本澎湖厅岛司宫内盛高及随员从澎湖马公出发前往八罩岛。11:53经过澎湖岛南岸、仓岛附近时触礁，舰长藤田幸右卫门下令全速倒车，造成海水从破损处涌入淹没军舰前部，并灌至下甲板。12:00舰上人员开始撤离，14:17广丙号右倾翻覆。
根據統計，廣丙號上人員原有160人，在沈沒事件共有123人獲救，37人失蹤。1896年2月18日，日本方面将广丙号从军舰列表中除籍，1896年7月15日，廣丙號殉難紀念碑紀念碑落成，舉行祭典儀式，以紀念死難官兵。

## 历任舰长

### 中国舰长
- 林承谟：1891年4月26日 - 1892年秋
- 程璧光：1892年秋 - 1895年2月17日

### 日本舰长
- 藤田幸右衛門 海军少佐：1895年8月23日[27] -

## 殘骸
1900年3月8日，日本水路部出版《日本台灣西岸澎湖列島》一圖，將廣丙艦坐礁之處標註為廣丙礁，以紀念此次不幸意外。
1906年，廣丙號殘骸已由商人購得打撈權，並陸續進行拆解工程。1908年，網垵口婦女張氏前往海邊撿拾漂流木作為薪材，意外在沙中發現一顆被埋沒的彈丸。這枚砲彈後經確認為廣丙號沈沒時所卸下，張氏原打算取出火藥販賣，不幸間接觸引信而引發爆炸，導致張氏喪生。
到了1908年8月，《臺灣日日新報》曾報導打撈上岸的廣丙號上的兩門大砲，對此提及：「口徑約五寸，長十四尺，俱各引上，但因漬水太久，全體生銹。網按支廳長田中三郎以此砲係日清戰役大紀念物，恐年久湮沒，遂命多數苦力，擡置在支廳署前，築砲架一座以位置之，其將以表戰役之功，而悼沈淪之痛。」，主砲於1908年8月由網垵支廳長田中三郎豎立於支廳署前，作為紀念物展示。該主砲紀念物今已不存。
2010年7月，經水下探勘後，文化部文化資產局水下考古團隊成功於將軍澳嶼外海蠔曝淺礁附定位廣丙艦的遺址位置。隨後在2010年9月7日、8日、9日和10月24日進行了一系列的水下探查工作，並發現許多廣丙艦的遺物。該遺址的範圍大約為東西28公尺、南北37公尺，佔地面積約為1,036平方公尺，周圍海域的水深約在15至20公尺之間。
由於相關遺物被珊瑚礁和海洋生物所覆蓋，為了進行全面且有系統的調查，該團隊在分期進行水下方格網佈置的工作。然而，由於廣丙艦殘骸分布範圍經常處於漁民捕魚區域，以往的水下佈置往往受到破壞。因此，2013年則重新對廣丙艦的遺址進行水下測繪，並對砲彈群進行了佈置調查。此外，遺址南側發現了數箱長式速射砲彈，並劃分了南北3格、東西4格，共12個方格框進行調查記錄工作。
當前廣丙艦因具有高度文化資產與研究價值，被文化部文化資產局優先列冊管理保護。於2015年列冊追蹤為臺灣重要水下文化資產。

## 同级舰
- 广乙号防护巡洋舰
- 福靖号防护巡洋舰，原预定舰名“广丁”。广东水师放弃该舰后，由福建船政水师接收留用